# 松下芳三郎
松下 芳三郎（まつした よしさぶろう、1890年（明治23年）3月15日 - 1945年（昭和20年）12月22日）は、台湾総督府官僚、朝鮮総督府官僚、満州国行政官。

## 経歴

### 生い立ち
鳥取県西伯郡法勝寺村落合（のち西伯町、現南部町）出身。松下澤次郎の長男。赤貧洗うがごとき家庭で、米子中学校への進学は、松下の英才を見抜いた精山校長などの強いすすめと励ましによって実現した。

### 学生時代
1910年（明治43年）3月、鳥取県立米子中学校（現在の鳥取県立米子東高等学校）を卒業して東京高等師範学校に進んだが、高師を中退して京都帝国大学法科大学政治科に入る。1915年（大正4年）、大学卒業とともに高等文官試験に合格。

### 官僚として
1916年（大正5年）、台湾総督府警部となり、警察官及司獄官練習所教官、澎湖庁警視・警務課長、専売局事務官、同参事・塩脳課長を歴任した。
1927年（昭和2年）、朝鮮総督府専売局事務官・全州支局長に転任。1928年（昭和3年）より1934年（昭和9年）までの間、全羅南道警察部長、咸鏡南道警察部長、平安北道内務部長、咸鏡南道内務部長、全羅北道内務部長、慶尚南道内務部長を歴任した。
非常な善政を行って人民から絶大な信頼を得、1934年に慶尚南道から満州国に赴任するとき、道内の貧困な農民たちが、一銭ずつ出し合って餞別を贈り、涙を流して別れを惜しんだという。
満州国では間島省総務庁長、錦州省総務庁長、三江省次長を務めて、退官した。

## 人物像
宗教は曹洞宗。趣味は読書、ゴルフ。
星一（星製薬の設立者、星薬科大学の創立者）の粗製モルヒネ製造販売に関連して、検察官長や検察官に仕組まれ台北南警察署長から悪人に作り上げられる。
陸軍少将杵村久蔵は松下の親友であった。
千葉県立白井高等学校教諭松下哲哉は孫である。

## 文献
- 大正10年至12年塩田適地調査関係（松下芳三郎、台湾塩業档案、1921年2月8日）[8]
- 曽撰写台湾阿片志（松下芳三郎、支那塩政之現状調査復命書、1922年）[9]
- 食塩復命書永久第一冊（松下芳三郎、台湾塩業档案、1922年1月27日）[10]
- 『台湾塩専売志』（松下芳三郎編著、台湾総督府史料編纂委員会、1924年）[11]
- 『台湾樟脳専売志』（松下芳三郎、台湾総督府史料編輯委員会、台北、1924年）[12]
- 『台湾阿片志』（松下芳三郎著、台湾総督府専売局、1926年）[13]